# Sportivnyj Klub Armii Sankt-Peterburg
Lo Sportivnyj Klub Armii Sankt-Peterburg (russo: Спортивный Клуб Армии Санкт-Петербург), meglio noto come SKA San Pietroburgo (СКА Санкт-Петербург), è una squadra di hockey su ghiaccio russa, con sede nella città di San Pietroburgo.

## Storia
La squadra fu fondata nel 1946 con l'obiettivo di essere una delle squadre migliori in vista della prima stagione del campionato sovietico di hockey su ghiaccio. Il nome originario della formazione era Kirov LDO (Club Ufficiali di Leningrado Kirov). Nel 1953 divenne ODO (Club Ufficiali di Distretto), nel 1957 SKVO (Club sportivo del Distretto Militare) ed infine nel 1959 assunse il nome di Sportivnyi Klub Armii (Club sportivo dell'Esercito). Durante l'era dell'Unione Sovietica la formazione ed era legata all'Armata Rossa, così come il CSKA Mosca, e raccoglieva i soldati del Distretto Militare di Leningrado.
Dopo aver concluso in ultima posizione nel proprio girone la stagione 1946-47 il Kirov LDO non prese parte al campionato successivo mentre nel 1948 si iscrisse nella seconda divisione. La squadra fece ritorno nel massimo campionato sovietico nella stagione 1950-51 e vi rimase fino alla penultima edizione nel 1991. I traguardi principali raggiunti dalla formazione durante quei decenni furono le due finali di Coppa sovietica nel 1968 e nel 1971, entrambe perse rispettivamente contro il CSKA Mosca per 7-1 e con lo Spartak Mosca per 5-1, oltre a due terzi posti in campionato nelle stagioni 1970-71 e 1986-87. In ambito internazionale vinse per tre volte la Coppa Spengler.
Dopo aver giocato l'ultimo campionato sovietico in seconda divisione nel 1991-92 lo SKA prese parte al Campionato della CSI, nuovo torneo con la partecipazione di tutte le squadre più forti dell'ex-Unione Sovietica. Nel 1996 prese parte alla nuova Superliga russa.
Con la nascita della Kontinental Hockey League lo SKA San Pietroburgo visse un periodo di trasformazione, grazie all'appoggio di importanti sponsor come Gazprom. Nel 2010 vinse la quarta Coppa Spengler, mentre nella stagione 2011-12 per la prima volte giunse in finale di Western Conference. Un anno più tardi lo SKA si aggiudicò la Coppa Kontinental.
Finalmente dopo numerosi tentativi nella stagione 2014-2015 la formazione di San Pietroburgo riuscì a conquistare la Coppa Gagarin sconfiggendo in finale per 4-1 l'Ak Bars Kazan'.

## Palmarès

### Competizioni nazionali
- Coppa Gagarin: 1

2014-2015
- Divizion Bobrova: 4

2009-2010, 2011-2012, 2012-2013, 2013-2014
- Western Conference: 1

2014-2015
- Coppa Kontinental: 1

2012-2013

### Competizioni internazionali
- Coppa Spengler: 4

1970, 1971, 1977, 2010